# Freqüència de tall

Un diagrama de Bode de la resposta de freqüència del filtre de Butterworth, amb la freqüència de tall etiquetada.

En física i enginyeria elèctrica, una freqüència de tall, una freqüència de cantonada o una freqüència de ruptura és un límit en la resposta de freqüència d'un sistema en què l'energia que flueix a través del sistema comença a reduir-se (atenuar o reflectir) en lloc de passar.

Funció de transferència de magnitud d'un filtre passabanda amb freqüència de tall inferior f_{1} de 3 dB i freqüència de tall _{.}superior f₂ de 3 dB.

Normalment, en sistemes electrònics, com ara filtres i canals de comunicació, la freqüència de tall s'aplica a una vora en una característica de pas baix, pas -alt, passa- banda o parada de banda: una freqüència que caracteritza un límit entre una banda de pas i una banda de parada. De vegades es considera el punt de la resposta del filtre on una banda de transició i una banda de pas es troben, per exemple, tal com es defineix per un punt de mitja potència (una freqüència per a la qual la sortida del circuit és -3 dB del valor nominal de la banda de pas). Alternativament, es pot especificar una freqüència de cantonada de banda de parada com un punt on es troben una banda de transició i una banda de parada: una freqüència per a la qual l'atenuació és més gran que l'atenuació de la banda de parada requerida, que per exemple pot ser de 30 dB o 100 dB.
En el cas d'una guia d'ona o d'una antena, les freqüències de tall corresponen a les longituds d'ona de tall inferior i superior.
En electrònica, la freqüència de tall o la freqüència de cantonada és la freqüència per sobre o per sota de la qual la potència de sortida d'un circuit, com ara una línia, un amplificador o un filtre electrònic, ha caigut a una proporció determinada de la potència de la banda de pas. Amb més freqüència, aquesta proporció és la meitat de la potència de la banda de pas, també anomenada 3 Punt dB des d'una caiguda de 3 dB correspon aproximadament a la meitat de la potència. Com a relació de voltatge, això és una caiguda a {\textstyle {\sqrt {1/2}}\ \approx \ 0.707} de la tensió de la banda passada. Altres ràtios a part del 3 El punt dB també pot ser rellevant, per exemple, vegeu § Chebyshev filters continuació. Lluny de la freqüència de tall a la banda de transició, la taxa d'augment de l'atenuació (roll-off) amb logaritme de freqüència és asimptòtica a una constant. Per a una xarxa de primer ordre, el descens és -20 dB per dècada (−6 dB per octava).